# 贺拔伏恩
贺拔伏恩（？—？），又作佛恩，籍贯不详，北齐、北周官员。

## 生平
武平三年（572年）七月，齐后主高纬杀死斛律光，又敕令中领军贺拔伏恩等十余人乘驿车去捉拿斛律羡。贺拔伏恩等人到了幽州，守城门的人告诉斛律羡：“来的人内穿铠甲，马身有汗，应当关闭城门。”斛律羡说：“朝廷来使怎么能怀疑拒绝？”斛律羡就出城会见使者。贺拔伏恩上前紧扣斛律羡的手，将他抓捕，在长史大厅上将他处死。
武平四年（573年），南陈将军吴明彻围困寿阳，齐后主高纬敕令领军将军皮景和与贺拔伏恩等人率军救援。
武平七年（576年）十二月，周武帝宇文邕救援晋州，齐军大败，齐后主高纬放弃军队退回晋阳。齐后主想要逃到北朔州，于是留安德王高延宗、广宁王高孝珩等人守卫晋阳。如果晋阳守不住，齐后主就要投奔突厥。北齐大臣们都认为不行，齐后主不听。十二月甲寅（577年1月14日），特进、开府仪同三司贺拔伏恩、封辅相、慕容钟葵等警卫皇宫的近臣三十多人向西投奔周军，周武帝封贺拔伏恩为郜国公。
建德五年十二月十六日（577年1月20日），北周军队包围晋阳，与安德王高延宗交战，北周军队大败，死了两千多人。周武帝左右的人几乎都死了，走投无路。承御上士张寿牵着周武帝的马头，贺拔伏恩用鞭子抽打马的后部，困难艰险地出了城。齐人奋勇追击，几乎打中了周武帝。晋阳城东的道路狭隘弯曲，贺拔伏恩和投降北周的皮子信在前面带路，周武帝才幸免于死，这时已经是深夜四更。
大象二年六月辛酉（580年7月4日），贺拔伏恩加上柱国。